# 철새들의 축제
"철새들의 축제"는 한국에서 제작된 이원세 감독의 1978년 영화이다. 유미나 등이 주연으로 출연하였고 한갑진 등이 제작에 참여하였다.

## 출연

### 주연
- 유미나
- 김추련
- 최봉
- 윤일봉

## 기타
- 원작자: 천성택
- 조명: 이억만